# Povrazník
Povrazník és un poble i municipi d'Eslovàquia que es troba a la regió de Banská Bystrica.

## Història
La primera menció escrita de la vila es remunta al 1424.

## Demografia
| Godina             | 1994 | 2004   | 2014   | 2024   |
| ------------------ | ---- | ------ | ------ | ------ |
| Nombre de persones | 154  | 146    | 138    | 142    |
| Diferència         |      | −5,19% | −5,47% | +2,89% |

| Godina             | 2023 | 2024   |
| ------------------ | ---- | ------ |
| Nombre de persones | 139  | 142    |
| Diferència         |      | +2,15% |